# Katharine Cornell
Katharine Cornell (Berlín, 16 de febrer de 1893 – Tisbury, Massachusetts, 9 de juny de 1974) va ser una actriu teatral estatunidenca, a més d'escriptora i productora teatral. Cornell és coneguda com la més important actriu teatral estatunidenca del segle XX. Va ser sobrenomenada "First Lady of the Theatre" (primera dama del Teatre).

## Primers anys
Va néixer a Berlín, aleshores part de l'Imperi alemany i actualment Alemanya, en una rica família de Buffalo. El seu avi, Samuel Garretson Cornell, era fundador de Cornell Lead Works. Un dels seus fills, Peter, es va casar amb Alice Gardner Plimpton. En el moment de néixer l'actriu, el seu pare estudiava medicina a la Universitat de Berlín. Sis mesos més tard van tornar a Buffalo. La família de Cornell era aficionada al teatre i el seu pare era un notable director amateur; tot això va despertar la seva vocació d'actriu. El seu pare finalment va deixar la medicina i es va dedicar a la direcció dels teatres Star, de Buffalo i Majestic. Ella es va iniciar en funcions escolars i familiars, així com en el Buffalo Studio Club. A més de tot això, Cornell va estudiar a la Universitat de Buffalo.

## Carrera inicial
El 1915 va morir la seva mare, deixant-li prou diners per a independitzar-se, per la qual cosa es va traslladar a Nova York, on es va unir als Washington Square Players, sent aclamada com una de les actrius més prometedores de la temporada. Després de dues temporades va entrar a formar part de la Jessie Bonstelle Company, una companyia de repertori novaiorquesa que passava els estius representant a Detroit i Buffalo. Als 25 anys va començar a rebre de manera constant crítiques elogioses.

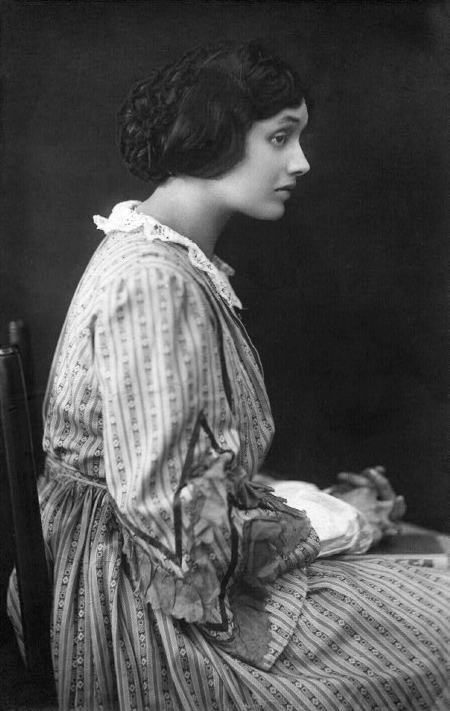
Katharine Cornell, al 1919, com a Jo, en la representació de Donetes

Katharine Cornell va formar part de diverses companyies teatrals, incloent la Bonstelle, que va recórrer la Costa Est dels Estats Units. El 1919 va viatjar amb Bonstelle a Londres, on va interpretar el personatge de Jo en una adaptació de l'obra de Louisa May Alcott Donetes. Encara que l'obra no va agradar a la crítica, sí que va lloar el treball de Cornell. Després de tornar a Nova York va conèixer Guthrie McClintic, un jove director teatral, i va debutar a Broadway en l'obra Nice People, de Rachel Crothers, en la qual va fer un petit paper al costat de Tallulah Bankhead. El seu veritable primer paper a Broadway va arribar el 1921 amb la peça A Bill of Divorcement, que es va representar en 173 ocasions.
Cornell es va casar amb Guthrie McClintic el 8 de setembre de 1921 a Cobourg, el Canadà.

## Fama
El 1924, ella i el seu marit formaven part de The Actor's Theatre, un grup d'actors que buscava actuar en democràcia sense la presència d'estrelles. La seva primera producció va ser Candida, de George Bernard Shaw, una obra considerada perfecta per a ells, ja que cap personatge hi destacava sobre els altres. Les crítiques van ser molt bones, i el públic va respondre-hi positivament. El següent paper de Cornell va ser el d'Iris March a The Green Hat, de Michael Arlen, el 1925. L'obra versava sobre la moral relaxada i sobre la sífilis. Leslie Howard hi interpretava el paper de Napier. Mentre es representava a Chicago, l'obra es va convertir en un èxit internacional, coneguda en tots els Estats Units i Europa. No obstant això, la crítica tendia a ser severa amb l'obra en si, encara que lloava el treball de Cornell. La peça va fer 231 funcions a Nova York abans de passar a Boston i a girar per tot el país.
Després, el 1927, va protagonitzar La Carta, de William Somerset Maugham, a suggeriment del mateix dramaturg. Encara que les crítiques no van ser bones, sí que ho va ser l'assistència del públic, amb una nit d'estrena en la qual una multitud esperava en el teatre. El 1928 Cornell va interpretar la Comtessa Ellen Olenska en una versió dramatitzada de la novel·la d'Edith Wharton L'edat de la innocència. Totes les crítiques van ser positives i, després de l'èxit, a Cornell li van oferir el primer paper a The Dishonored Lady, originalment pensat per a Ethel Barrymore, que l'havia rebutjat.

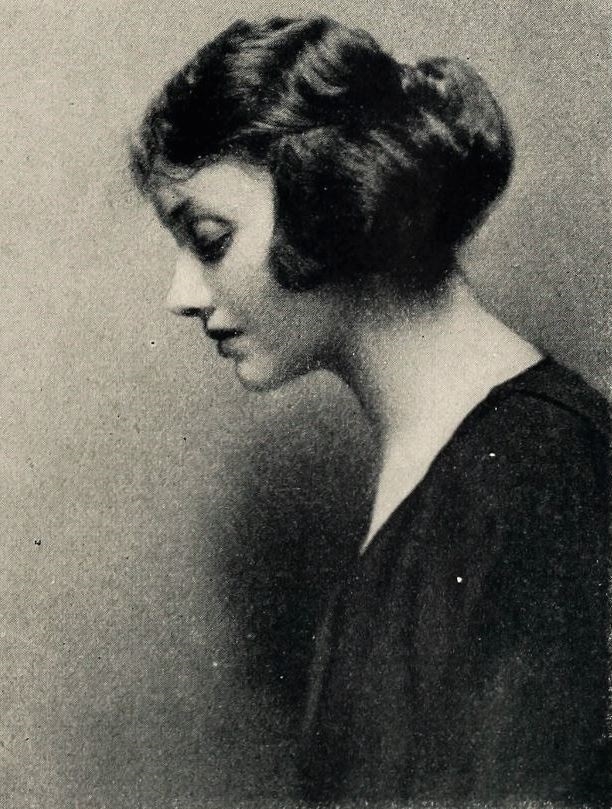
Katharine Cornell a l'octubre de 1922

## The Barretts of Wimpole Street
Katharine Cornell és potser més coneguda pel seu paper de la poeta Elizabeth Barrett Browning a The Barretts of Wimpole Street, una obra basada en la vida real de la família Barrett a Wimpole Street, Londres. L'obra va ser rebutjada per 27 productors novaiorquesos fins que Guthrie McClintic la va llegir i va decidir portar-la a escena, aconseguint a Londres la col·laboració de l'actor Brian Aherne. McClintic la va dirigir, amb una durada total de tres hores, i Cornell hi apareixia com la productora, encara que la producció realment va córrer a càrrec de C. & M.C. Productions, Inc., companyia totalment dependent de McClintic i Cornell. L'obra es va estrenar a Cleveland, representant-se després a Buffalo abans d'arribar a Nova York al gener de 1931. Totes les crítiques van ser unànimes i elogiaven l'actuació de Cornell; se'n van fer 370 representacions.
Irving G. Thalberg, a la vista de l'èxit de la producció, va voler que Cornell interpretés el seu paper en una adaptació al cinema de MGM. No obstant això, el va rebutjar i finalment l'interpretaria l'esposa de Thalberg, l'actriu Norma Shearer.
De fet, Cornell va rebutjar molts papers cinematogràfics que finalment van suposar Premis Oscar per a les actrius que els van interpretar, entre els quals el d'Olan a La bona terra, de Pearl S. Buck, i el de Pilar a Per a qui toquen les campanes, d'Ernest Hemingway. A més, moltes de les seves obres d'èxit van acabar sent interpretades per altres grans actrius, tant en escena com en les seves versions cinematogràfiques. No obstant això, el progressiu gust del públic pel cinema en detriment del teatre, va decidir encara més a Cornell a continuar treballant en aquest últim a fi d'ajudar a mantenir-ho vigent.

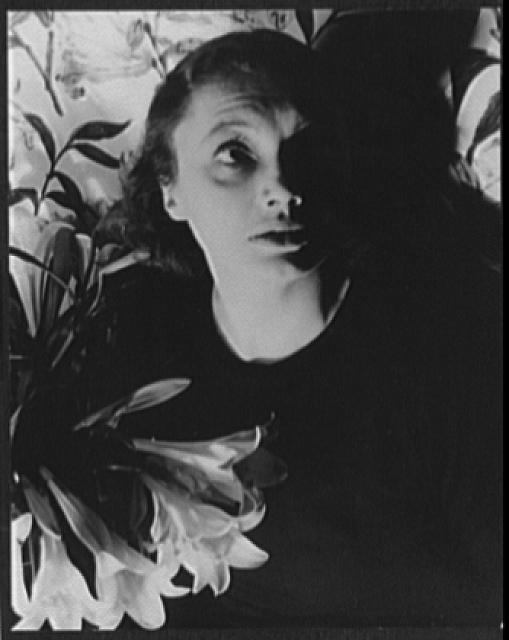
Katharine Cornell com a Lucrècia, el 1933

## La gira de 1933
Després de finalitzar Barretts, Cornell va interpretar els primers papers de Lucrece i Alien Corn. Una part considerable del seu paper a Lucrece era pantomima, i el seu èxit en l'obra li va valer aparèixer a la portada de Time el 26 de desembre de 1932.
La seva següent producció va ser Romeo i Julieta, amb McClintic a la direcció i Cornell en el paper de Julieta. Era la primera vegada que actuava en una obra de Shakespeare. L'estrena va tenir lloc a Buffalo, i va tenir moments difícils. La seva amiga, la coreògrafa Martha Graham, va dissenyar les seqüències de dansa.
L'obra va ser incorporada en una gira de set mesos pel país en la qual representaven tres peces, Romeu i Julieta, Barretts, i Candida, amb un elenc en el qual hi havia Orson Welles, Basil Rathbone i Brian Aherne. Planificada en els pitjors moments de la Gran Depressió, molts experts aconsellaven no dur-la a terme, perquè a més era la primera vegada que es portava un xou de Broadway a una gira d'aquestes característiques. Van representar en ciutats com Milwaukee, Seattle, Portland, San Francisco, Los Angeles, Oakland, Sacramento, Salt Lake City, Cheyenne, San Antonio, Nova Orleans, Houston, Savannah i, finalment, Nova Anglaterra.
Pel fet que el cinema s'havia imposat al teatre, hi havia grans àrees del país a les quals la gira no arribava. Moltes de les escales es duien a terme en petites ciutats que no havien vist mai o gairebé mai teatre. Tot això va contribuir que els resultats de taquilla fossin bons. Segons Variety, la gira va fer 225 funcions, amb un total de 500.000 assistents.

## Èxit a Broadway i maduració del seu estil

#### Romeu i Julieta
Encara que havien fet gira amb aquesta peça, Cornell i Guthrie McClintic van decidir estrenar Romeu i Julieta a Nova York amb una producció totalment nova. Orson Welles va interpretar Teobald en el seu debut a Broadway. Maurice Evans va ser Romeu, Ralph Richardson Mercutio, i Edith Evans la Dida.
L'estil de la representació, allunyat del victorià, va suposar un canvi respecte a anteriors produccions, i es van tractar amb la mateixa importància els desitjos carnals i el juvenil romanticisme. La producció es va estrenar al desembre de 1934, i, com ja era usual, les crítiques van ser excel·lents.

#### ElsBarrettsreviscuts
Romeu i Julieta va tancar el 23 de febrer de 1935, i dues nits més tard, la companyia reestrenà The Barretts of Wimpole Street, en la qual Burgess Meredith feia el seu primer paper destacat a Broadway. La crítica va trobar aquesta producció millor que l'original, però després de tres setmanes de funció va haver de tancar per a donar pas a noves obres contractades.
La següent obra, també protagonitzada per Meredith, va ser Flowers in the Forest, una peça que va ser un dels fracassos més importants de Cornell.

#### Santa Joana
En la temporada següent Cornell i el seu marit van decidir representar Santa Joana, de George Bernard Shaw. Guthrie va escollir Maurice Evans com el Dofí, Brian Aherne com a Warwick, Tyrone Power com a Bertrand de Poulengy, i Arthur Byron com l'Inquisidor. L'obra obtingué crítiques excel·lents. La producció va tancar en la primavera de 1936 perquè la companyia tenia un contracte per a produir la peça de Maxwell Anderson The Wingless Victory. Santa Joana va fer finalment una gira de set setmanes per cinc ciutats importants.

#### Wingless Victory
Wingless Victory es va estrenar el 1936, amb crítiques diverses, de vegades dolentes. Alternant amb Victory, Cornell va reviure Candida, amb Mildred Natwick en el paper de Prossy. Després de la seva conclusió es va prendre un any lliure, que va aprofitar per a escriure les seves memòries (amb l'ajuda de Ruth Woodbury Sedgewick), titulades I Wanted to be an Actress. Van ser publicades per Random House el 1939.

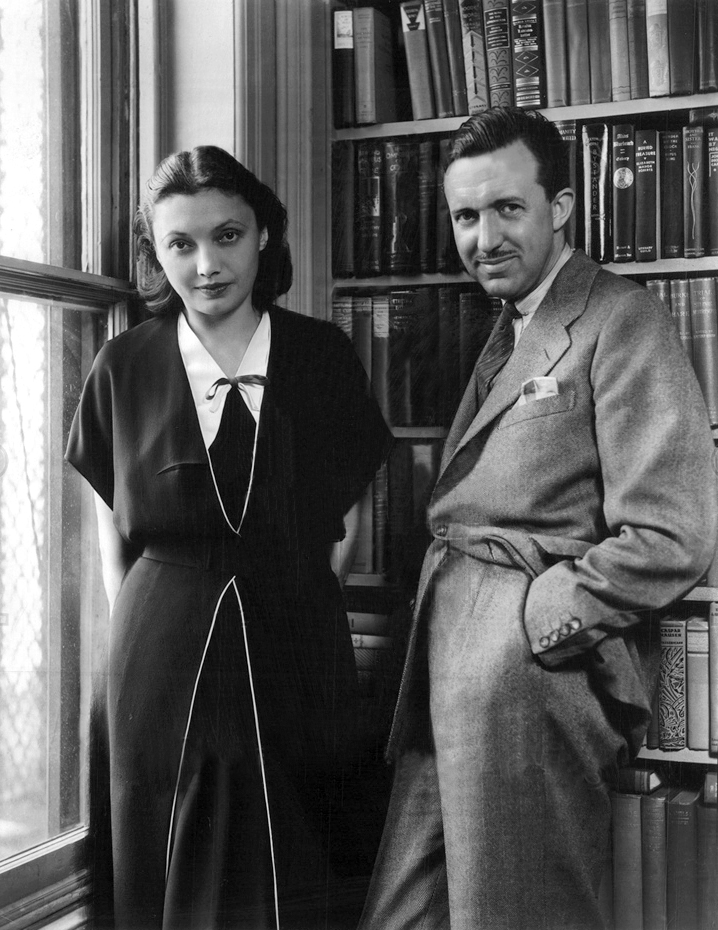
Fotografia promocional de No Time for Comedy, que mostra Katharine Cornell i Guthrie McClintic a casa seva

#### No Time for Comedy
L'ajudant de Cornell, Gertrude Macy, va produir una revista musical titulada One for the Money, en la qual actuaven intèrprets desconeguts en aquell moment, com Gene Kelly, Alfred Drake, Keenan Wynn i Nancy Hamilton. Un cop acabada, va protagonitzar la seva segona comèdia, No Time for Comedy, de Samuel Nathaniel Behrman. McClintic va escollir un jove Laurence Olivier per al paper titular, fet que li va suposar la seva primera gran actuació a Broadway.

#### The Doctor's Dilemma
Posteriorment Cornell va actuar en l'obra de Shaw El dilema del doctor, en la qual va treballar al costat de Raymond Massey. L'estrena va tenir lloc el 1941 a San Francisco, just una setmana abans de l'atac a Pearl Harbor, sent l'únic xou no cancel·lat.

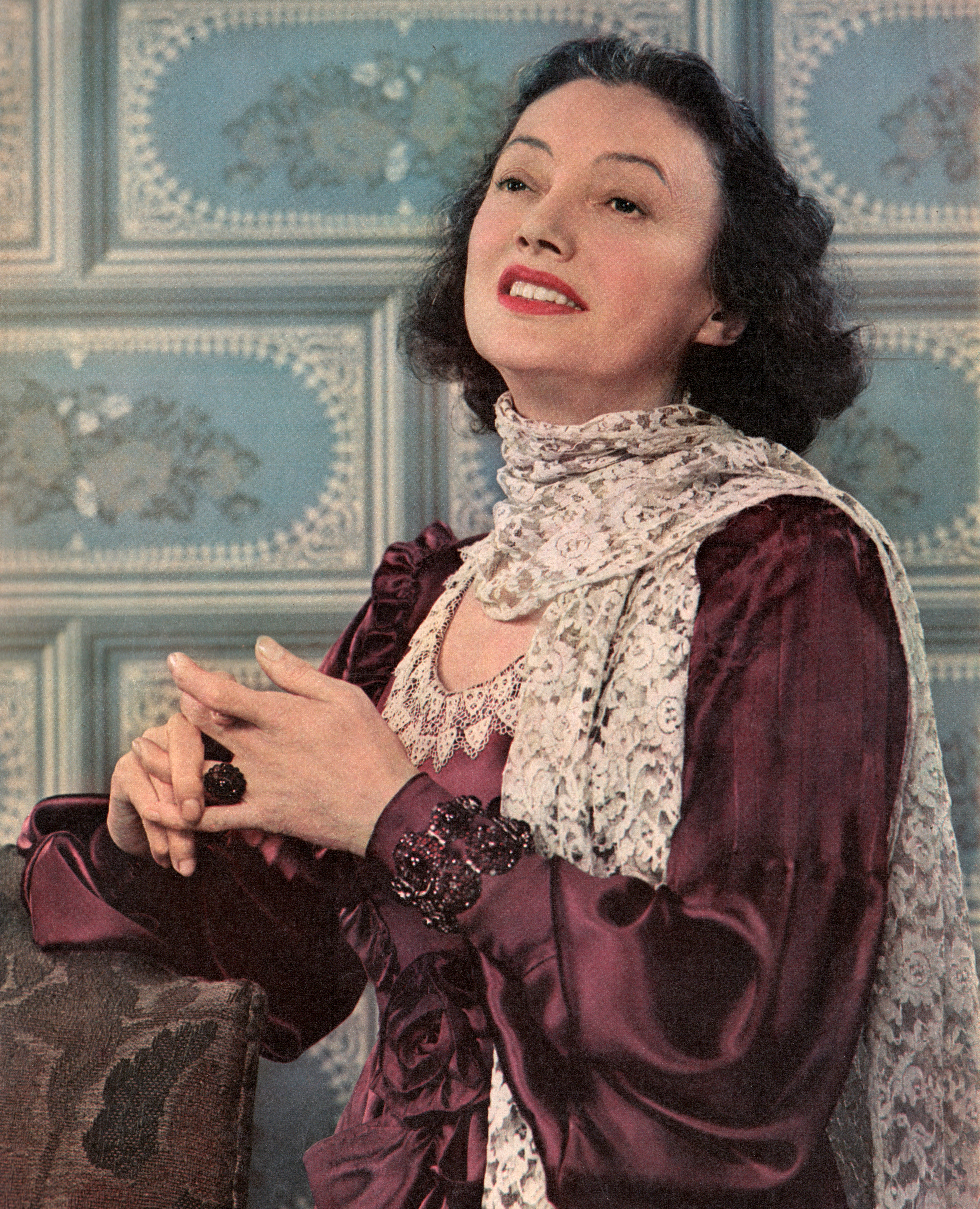
Katharine Cornell el 1945, a la portada del New York Sunday News

## Els anys de guerra
Poc després que els Estats Units entressin en la Segona Guerra Mundial, Cornell va decidir reestrenar Candida a benefici de la Army Emergency Fund i de la Navy Relief Society. Aquesta quarta producció de l'obra va estar esquitxada d'estrelles, entre les quals es trobaven Raymond Massey, Burgess Meredith, Mildred Natwick i Dudley Digges. Cornell va convèncer els actors, Shaw, la direcció teatral i l'organització Schubert per donar els seus ingressos en benefici de la fundació abans esmentada.

#### The Three Sisters
Un any més tard Ruth Gordon va urgir Guthrie perquè produís la peça d'Anton Txékhov Les tres germanes. Judith Anderson hi va interpretar Olga, Gertrude Musgrove va ser Irina, i Cornell encarnava Masha. Altres actors van ser Edmund Gwenn, Dennis King i Kirk Douglas en el seu debut a Broadway. La peça es va estrenar a Washington D. C. al desembre de 1942, i ningú esperava que fos un èxit financer. A l'estrena van acudir Eleanor Roosevelt i l'ambaixador de la Unió Soviètica. Posteriorment va fer 122 funcions a Nova York abans de sortir de gira, complint amb uns resultats molt superiors als esperats.

#### Entreteniments de les tropes

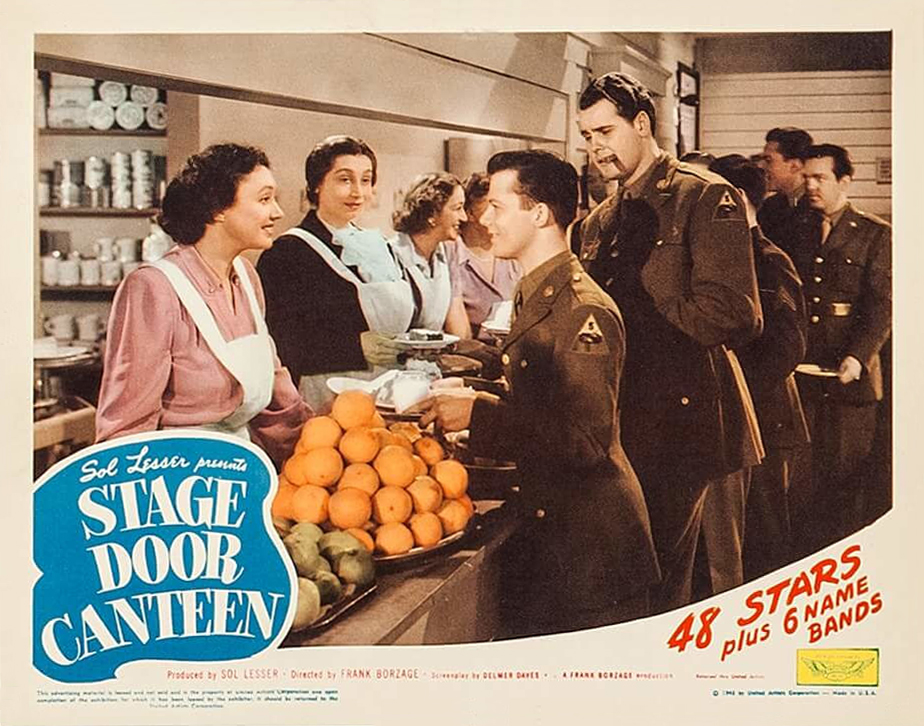
Cartell del film Stage Door Canteen (1943)

L'únic paper cinematogràfic de Cornell va consistir en unes poques línies de Romeu i Julieta en el film La cantina del teatre (Stage Door Canteen, 1943), protagonitzat per molts dels millors actors de Hollywood sota els auspicis de The American Theatre Wing for War Relief, organització creada per la dramaturga Rachel Crothers, i que va produir la pel·lícula amb la finalitat de proveir entreteniment a les tropes durant la guerra.
El General George Marshall va demanar a Cornell que actués a Europa per a la tropa. Cornell va pensar a fer una gira amb Barretts of Wimpole Street per a la United Service Organizations i per a la Special Services Division, però aquestes organitzacions preferien obres de caràcter més lleuger. Cornell va preparar Blithe Spirit, però va continuar insistint a fer Barretts, perquè calia donar als soldats el millor del seu repertori, i era Barretts. Malgrat les pressions rebudes, la companyia va representar l'obra amb l'autenticitat de l'original de Broadway.
El tour es va iniciar en 1944 a Santa Maria, una petita població 15 milles al nord de Nàpols, amb un gran èxit d'assistència. Gràcies a l'èxit la funció es va representar sis mesos, des d'agost de 1944 fins a gener de 1945, per tot Itàlia, amb parades a Roma, Florència i Siena. A partir de llavors la companyia va passar a dependre del General Eisenhower, actuant a França, entre altres llocs a Dijon, Marsella i Versalles.
En aquesta etapa de la guerra, l'exèrcit va demanar a Cornell, que ja tenia 51 anys, que es quedés a París. No obstant això, va voler seguir les tropes prop del front, per la qual cosa la companyia va actuar també a Maastrich i Heerlen, a Holanda. La gira va finalitzar a Londres, entre explosions provocades per les V-2 alemanyes.
Després de la guerra, Cornell va copresidir els Community Players, successora de l'American Theatre Wing, per ajudar els veterans de guerra i les seves famílies en la tornada a casa després de la contesa.

## Canvis després de la guerra

#### Reposició deCandida
Després de la guerra el teatre americà experimentava canvis d'estil concordes amb les noves generacions. Cornell va reposar Candida per cinquena i última vegada l'abril de 1946, amb Marlon Brando. Encara que les crítiques van ser bones, el públic i alguns crítics no entenien bé l'obra, perquè el drama eduardià no tenia res a veure amb l'Amèrica post-bèl·lica. Ja en la cinquantena, Cornell no podia representar les obres amb les quals havia guanyat la seva reputació, i els nous papers, com el de Blanche DuBois, no eren del seu estil.

#### Shakespeare i Anouilh
En 1946 Cornell va escollir interpretar Antonio i Cleopatra, de Shakespeare, obra estrenada en el Teatre Hanna de Cleveland, un paper difícil per al qual ella era ideal. L'última producció de l'obra a Nova York, el 1937, amb Tallulah Bankhead, no havia estat un èxit. No obstant això, Cornell va arribar a les 251 funcions. Després d'aquesta obra va treballar a Antígona, adaptació de Jean Anouilh de l'obra grega. Sir Cedric Hardwicke hi interpretava el Rei Creont.
Alternant amb Antoni, Cornell va continuar treballant amb Barretts of Wimpole Street durant una gira de vuit setmanes per la Costa Oest, amb Tony Randall en totes dues peces, i amb Maureen Stapleton com a Ires a Antoni. Altres membres del repartiment eren Eli Wallach, Joseph Wiseman, Douglass Watson, Charles Noble i Charlton Heston.

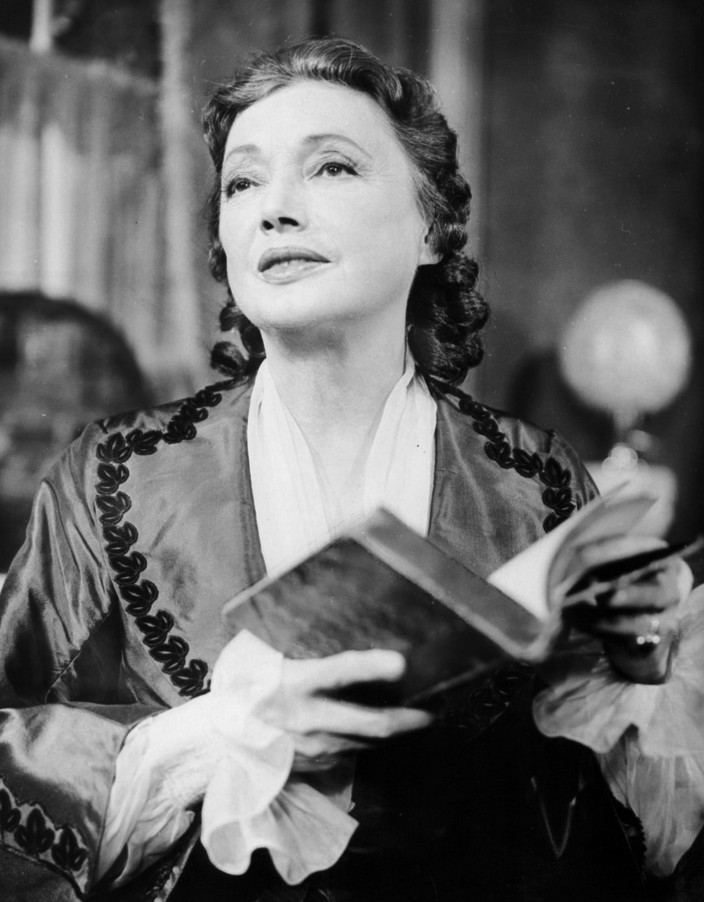
Representació televisiva de Barretts, al 1956

#### Teatre després de la guerra
Trobar bons papers era una tasca cada vegada més difícil. Kate O'Brien va dramatitzar la seva novel·la històrica For One Sweet Grape a That Lady, amb acció localitzada a l'Espanya de Felip II. Aquesta obra no va tenir èxit. El 1951 Cornell va interpretar el primer paper de la comèdia de William Somerset Maugham The Constant Wife en un festival d'estiu a Colorado. En l'obra va treballar Brian Aherne i es va presentar a Nova York, on va tenir més recaptació que qualsevol altra producció de la companyia.
Cornell va interpretar el 1953 un paper a la seva mida a The Prescott Proposals, sobre una delegada estatunidenca a les Nacions Unides. Christopher Fry va escriure un drama, The Dark is Light Enough, ambientat a l'Àustria de 1848, i en la qual Tyrone Power interpretava l'enamorat. En aquesta obra també hi va actuar Marian Winters. En 1957 va portar a escena There Shall Be No Night, obra de Robert Emmet Sherwood guanyadora d'un Premi Pulitzer.
Cornell també va actuar en una altra peça de Fry, The Firstborn, ambientada a l'Egipte bíblic, amb Anthony Quayle com a Moisès. Leonard Bernstein, recentment nomenat director de l'Orquestra Filharmònica de Nova York, va escriure dues cançons per a la producció. L'obra també es va representar a Tel-Aviv el 1958. Encara que Cornell actuava constantment, es va prendre un descans de tres anys entre 1955 i 1958 a fi de recuperar-se d'una intervenció pulmonar. No obstant això, a la fi de la dècada de 1950 la companyia C. & M.C estava acabada. Cornell encara va tenir temps per a participar com a narradora en el film de 1954 The Unconquered, sobre la vida de la seva amiga Helen Keller.

#### Retir
Guthrie McClintic va morir l'octubre de 1961, poc després que el matrimoni celebrés el seu quarantè aniversari de noces. Atès que ell sempre havia estat el director de Cornell, aquesta va decidir retirar-se del teatre i anar a viure a Manhattan, prop de Brian Aherne i de Margalo Gillmore, els dos antics companys de Barretts. Katharine Cornell va morir a causa d'una pneumònia el 9 de juny de 1974 aTisbury, Massachusetts, i va ser enterrada a Martha's Vineyard.

## Reconeixement i memòria
Katharine Cornell va guanyar un premi Tony pel seu treball a Antonio i Cleopatra (1948). Era la primera vegada que un actor guanyava un Tony interpretant un paper de Shakespeare. A més, va ser guardonada amb el primer Drama League Award novaiorquès el 1935 pel seu treball com a Julieta. Al març de 1937 va rebre de mans d'Eleanor Roosevelt en una recepció a la Casa Blanca el Chi Omega Sorority's National Achievement Award.
Cornell també va rebre una medalla de l'Acadèmia Estatunidenca de les Arts i les Ciències i un esment com a Dona de l'Any pels American Friends de la Universitat Hebrea de Jerusalem el 1959.
Després del seu paper a Santa Joana va ser nomenada Doctora honoris causa per la Universitat de Wisconsin-Madison, l'Elmira College, el Smith College, la Universitat de Pennsilvània, i Hobart. La Universitat Clark, el Ithaca College i la Universitat de Princeton van fer el mateix en la dècada de 1940, i la Universitat Baylor, el Middlebury College i el Kenyon College ho van fer en els anys cinquanta.
El 1974 va rebre el guardó d'Artista Nacional concedit per l'American National Theater and Academy per "la seva incomparable habilitat interpretativa."
Cornell va escriure les seves pròpies memòries el 1939, titulades "I Always Wanted to be an Actress", i publicades per Random House. Lucille M. Pederson en va escriure la biografia Katharine Cornell: A Bio-biography, publicada el 1994 per Greenwood Press. Gladys Malvern va escriure Curtain going Up! The Story of Katharine Cornell, publicat el 1943.